# نیوتا (تنسی)
نیوتا(به انگلیسی: Niota) شهری در ایالت تنسی کشور ایالات متحده آمریکا است که جمعیت آن در سرشماری سال ۲۰۱۰ میلادی، ۷۱۹ نفر بوده‌است.